# 4979 Otawara
4979 Otawara eller 1949 PQ är en asteroid upptäckt 2 augusti 1949 av den tyske astronomen K Reinmuth i Heidelberg. Asteroiden har fått sitt namn efter fotografen och författaren Akira Otawara som publicerat stjärn- och planetkataloger.
Otawara var ett planerat mål för rymdsonden Rosetta, men då planerna ändrades har ingen rymdsond ännu besökt asteroiden.